# ۶۴۷۱ کالینز
سیارک ۶۴۷۱ (به انگلیسی: 6471 Collins، نامگذاری:1983EB1) شش هزار و چهارصد و هفتاد و یکمین سیارک کشف شده‌است که در ۴ مارس ۱۹۸۳ کشف شد.
قدر مطلق سیارک برابر ۱۴٫۴۰ است.